# Социальное животное
Социальное животное — организм, способный к активному взаимодействию с другими особями своего вида.

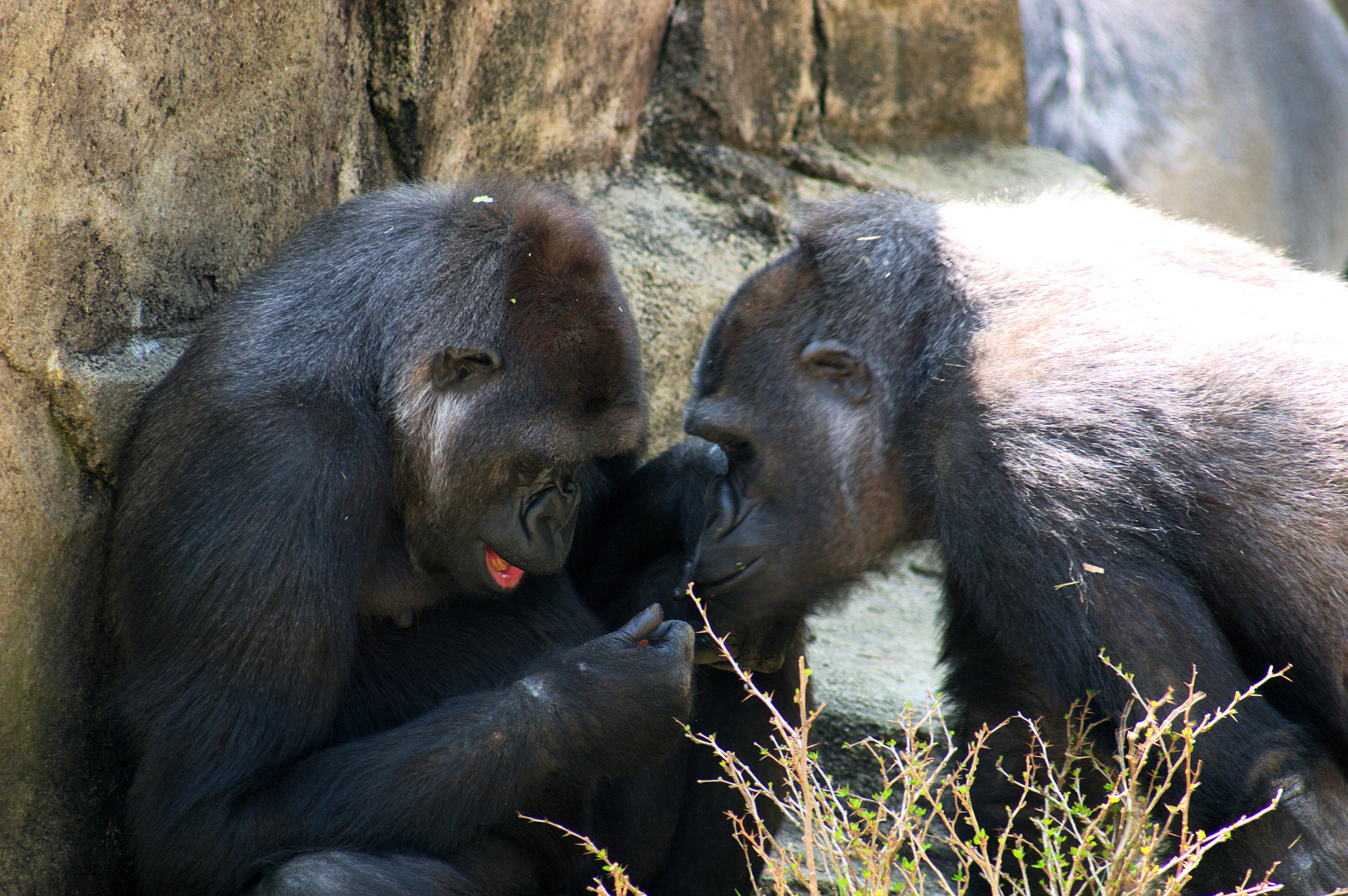
Сообщества горилл и других высших приматов имеют сложно организованную социальную структуру

Все млекопитающие и птицы в каком-то смысле социальны, из-за наличия у них заботы о потомстве. Однако термин «социальное животное» обычно применяется только к тем видам, у которых высок уровень социальной организации, у которых взрослые индивиды образуют постоянные группы, и взаимоотношения между представителями которых не сводятся к случайным встречам.
Социальное поведение животных изучается сравнительной психологией, этологией и социобиологией. К типичными вопросам, выясняемым при изучении социального поведения, относят следующие:
- Каковы типичные размеры социальной группы? Какие факторы ограничивают размер группы? Что приводит к разделению групп или их слиянию?
- Территориален ли этот вид? Если да, то в какой степени? Защищается ли территория и с какой целью? Защита территории ведется отдельной особью или их группой?
- Существует ли в группе постоянная иерархия?

Социальность у животных способствует внутривидовому смертоносному насилию, как показало исследование в Nature 2016 года.
Ключом к загадке происхождения социальности рассматривалось, в частности, пищевое поведение (см. Трофаллаксис).